# Deryck Guyler
Deryck Guyler (* 29. April 1914 in Wallasey, Cheshire, Großbritannien; † 7. Oktober 1999 in Brisbane, Australien) war ein britischer Schauspieler, der vor allem aus Radio- und Fernsehsendungen bekannt war.

## Leben
Der Sohn eines Juweliers arbeitete zunächst selbst als Juwelier. Dann nahm er Theologiestudium an einem Church of England College auf, das er jedoch nach einem Jahr wieder abbrach.
Neben anderen Tätigkeiten arbeitete er an der Music Hall in London als Sänger, trat aber kurz nach Ausbruch des Zweiten Weltkrieges der Royal Air Force bei. 1942 wurde er nach einer Kriegsverletzung entlassen und trat stattdessen der BBC Repertory Company bei.
Viele Jahre war er eine feste Größe in den Radiosendungen der BBC. Guyler verkörperte komische Charaktere, aber auch sonore Vater- und Onkelfiguren mit großer Autorität. Er spielte ab 1946 neben Tommy Handley in der langlebigen Comedy-Serie ITMA, der Krimireihe Inspector Scott Investigates sowie elf Jahre lang in Eric Barkers Just Fancy.
Auch im Fernsehen entwickelte sich Guyler zu einem gefragten und viel beschäftigten Darsteller. Er spielte neben zahlreichen englischen Comedy-Größe wie Eric Sykes (als „P.C. Korky“ in Sykes), Hattie Jacques und Harry Worth. Besonders populär wurde Guylers Darstellung des Hausmeisters „Potter“ in der Schulserie Please Sir, die im Laufe der Jahre von einer Randrolle zur eigentlichen Hauptrolle avancierte. Der „Potter“ entsprach einem Rollentyp, den Guyler oft in seiner Karriere verkörperte: der freundliche und hilfsbereite Beamte, Angestellte, Polizist oder Staatsdiener.
Zu seinen Spielfilmproduktionen zählen der Beatles-Film A Hard Day’s Night (Yeah! Yeah! Yeah!), in dem er einen Polizisten spielte, die Walt-Disney-Komödie Wer hat unseren Dinosaurier geklaut? (mit Peter Ustinov) sowie die Carry on…-Komödie Das total verrückte Krankenhaus.
Daneben arbeitete Guyler umfangreich als Sprecher für Werbe- und Dokumentarfilme.
Nach seinem Ruhestand zog Guyler, der sich seit seinem Übertritt zum Katholizismus 1945 intensiv mit der Bibel beschäftigte, mit seiner Ehefrau nach Australien, wo einer der Söhne lebte.

## Filmografie (Auswahl)
- 1946: The Shop at Sly Corner (Fernsehfilm)
- 1953: A Day to Remember
- 1956: Ramsbottom Rides Again
- 1962: O Darling – was für ein Verkehr (The Fast Lady)
- 1963: Krankenschwester auf Rädern (Nurse On Wheels)
- 1964: Yeah! Yeah! Yeah! (A Hard Day’s Night)
- 1965: The Big Job
- 1967: Das total verrückte Krankenhaus (Carry On Doctor)
- 1968–1972: Please Sir! (Fernsehserie, 55 Folgen)
- 1972–1979: Sykes (Fernsehserie, 51 Folgen)
- 1973: Bitte keinen Sex, wir sind Briten (No Sex Please: We’re British)
- 1975: Wer hat unseren Dinosaurier geklaut? (One of Our Dinosaurs Is Missing)
- 1979: The Plank oder Die Tücke des Objekts (The Plank)